# Aldo Beorchia
Aldo Beorchia (Trava, 20 novembre 1916 – Trieste, 17 maggio 1995) è stato un calciatore italiano, di ruolo attaccante.

## Carriera
Negli anni '30 ha giocato 6 partite in Serie A con la maglia della Triestina.